# هنري سيدجويك
هنري سيدجويك (بالإنجليزية: Henry Sidgwick)‏‏ (31 أيار 1838 - 28 آب 1900) كان فيلسوف نفعي وخبير اقتصادي إنجليزي. شغل مرتبة أستاذ نايتسبريدج (Knightsbridge) في الفلسفة الأخلاقية منذ عام 1883 وحتى وفاته، وهو معروف في مجال الفلسفة من خلال أطروحته النفعية (أساليب الأخلاق). كان أحد مؤسسي وأول رئيس لجمعية البحوث النفسية وعضو في جمعية الميتافيزيقيا ودعم التعليم العالي للمرأة. كان لعمله في الاقتصاد تأثيرًا دائمًا أيضًا.
أسس كلية نيونهام في عام 1875، وهي كلية تأسّست للنساء فقط في جامعة كامبردج. كانت الكلية الثانية في كامبردج التي تقبل النساء بعد كلية جيرتون. كان المؤسس المشارك للكلية ميليسينت جاريت فاوسيت.
انضم إلى الجمعية السرية للمثقفين المسماة رهبان كامبريدج في عام 1856.

## السيرة الذاتية
وُلد في سكيبتون في يوركشاير، حيث كان والده يدعى القس سيدجويك (توفي عام 1841)، كان والده مديرًا لمدرسة القواعد النحوية المحلية ومدرسة إرميستيد النحوية. كانت والدته ماري سيدجويك (1807-1879).
تلقى هنري نفسه التعليم في مدرسة روجبي (حيث كان ابن خالته إدوارد وايت بنسون استاذًا هناك والذي أصبح فيما بعد عديله، وأصبح لاحقًا رئيس أساقفة كانتربري)، ودرس بعد ذلك في كلية الثالوث في جامعة كامبريدج. وأثناء دراسته في كلية الثالوث أصبح سيدجويك عضوًا في جمعية رهبان كامبريدج للمثقفين.
```
في عام 1859 كان كبير الطلاب الكلاسيكيين وحاصل على الميدالية الثالثة والثلاثين ووسام المستشارة. في العام نفسه، تم انتخابه لعضوية كلية الثالوث، وبعد ذلك بقليل أصبح محاضرًا في الكلاسيكيات هناك، وهو منصب شغله لمدة عشر سنوات. أصبح مكان سيدجويك في جامعة كامبريدج موطنًا لعديد من كليات الفنون والعلوم الإنسانية بالجامعة.
[
9
]
 والذي سمّي تيمنًا به.
```

في عام 1869، غير محاضراته من الكلاسيكية لمحاضرات في الفلسفة الأخلاقية، وهو الموضوع الذي كان يشغل انتباهه آنذاك. وقرر في العام ذاته أنه لم يعد يستطيع أن يكون عضوًا في كنيسة انجلترا، لذلك استقال من منصبه هناك.
احتفظ بمنصبه كمحاضر وانتُخب في عام 1881 زميلًا فخريًا. نشر في عام 1874 كتاب أساليب الأخلاق (كانت الطبعة السادسة عام 1901 والتي تحتوي على التعديلات المكتوبة قبل وفاته)، وكان الكتاب بالإجماع عملًا هاما بنى له سمعة كبيرة خارج الجامعة. حيث وصفه جون رولس بأنه: (أول عمل أكاديمي حقيقي في النظرية الأخلاقية، حضاري في الأسلوب والروح).
```
في عام 1875 تم تعيينه محاضرًا في الفلسفة الأخلاقية والسياسية في كلية الثالوث، وفي عام 1883 تم انتخابه لمنصب أستاذ نايتسبريدج في الفلسفة. وفي عام 1885 تمت إزالة الاختبار الديني، وانتخبته كليته مرة أخرى لعضوية المؤسسة.
بالإضافة إلى محاضراته وأعماله الأدبية، شارك سيدجويك بنشاط في أعمال الجامعة وفي العديد من أشكال العمل الاجتماعي والخيري. كان عضوًا في المجلس العام للدراسات منذ تأسيسه عام 1882 وحتى عام 1899، كما كان عضوًا في مجلس شيوخ جمعية الخدمة المدنية الهندية ونقابة الامتحانات والمحاضرات المحلية ورئيس المجلس الخاص للعلوم الأخلاقية.
```

تزوج من إليانور ميلدريد بلفور، والتي كان عضوًا في جمعية تغذية السيدات في كامبريدج مع 11 عضوًا آخر، وكان أخت آرثر بلفور.
سعت سيرة سيدجويك الذاتية في عام 2004 والتي كتبها بارت شولتز إلى إثبات أن سيدجويك كان مثلي الجنس طيلة حياته، ولكن من غير المعروف ما إذا كان قد مارس الجنس وفق ميوله في أي وقت مضى. وفقًا لكاتب السيرة الذاتية فقد كافح سيدجويك بداخله طوال حياته ضد قضايا النفاق والتحرر في ممارسة رغباته الخاصة الممنوعة والمحرمة آنذاك.
كان سيدجويك أحد مؤسسي وأول رئيس لجمعية البحوث النفسية، وكان عضوًا في جمعية الميتافيزيقيا. كما تولى مهمة دعم التعليم العالي للمرأة. ساعد في اقامة الامتحانات المحلية العليا للنساء، وساعد في المحاضرات التي عقدت في كامبريدج في إطار التحضير لها. وبناء على اقتراحه وبمساعدته فتحت (آن كلو) منزلًا لإقامة الطلاب، والذي تطور بعد ذلك إلى كلية نيونهام في كامبريدج.
في عام 1880 عندما تم إضافة القاعة الشمالية، سكن سيدجويك والذي تزوج في عام 1876 من اليانور ميلدريد بلفور (شقيقة أرثر جيمس بلفور) هناك لمدة عامين. أصبحت زوجته مديرة الكلية بعد وفاة كلوف في عام 1892، وعاشوا هناك لبقية حياته.
اهتم سيدجويك خلال هذه الفترة كلها أكثر الاهتمام برفاهية الكلية. أمّا في السياسة فكان ليبراليًا، وأصبح عضوًا في الاتحاد الليبرالي في عام 1886 (وهو الحزب الذي اندمج في وقت لاحق مع حزب المحافظين).
في وقت مبكر من عام 1900 اضطر بسبب اعتلال صحته إلى الاستقالة من منصبه، وتوفي بعد بضعة أشهر. توفي سيدجويك وهو يؤمن بالمذهب اللاأدري ودفن في باحة كنيسة القديسين في إسكس مع زوجة.

## الآراء
كان سيدجويك معلمًا مشهورًا. تعامل تلاميذه كزملاء له. كان مهتمًا بشدة بالظواهر النفسية، لكن اهتماماته كانت مكرّسة على الدراسة الدينية والفلسفية.
نشأ في كنيسة انجلترا، وابتعد عن المسيحية الأرثوذكسية، وبحلول عام 1862 وصف نفسه بأنه مؤمن مستقل عن الدين الحالي. قد وجد نفسه لبقية حياته غير قادرًا على العودة إلى المسيحية كدين. على الرغم من أنه اعتبرها حسب وصفه (لا غنى عنها ولا يمكن استبدالها) بالنظر إليها من وجهة نظر اجتماعية فقط.
في الاقتصاد السياسي كان يتبع نهجًا نفعيًا على غرار جون ستيوارت مل وجيرمي بنثام.
تميزت أعمال سيدجويك بالتحقيق الدقيق في المبادئ الأولية، كما هو الحال في تمييزه بين التفكير الإيجابي والمعياري، والتحليل النقدي ولكن لم يكن دائمًا نقدًا بنّاءً. وكان تأثيره كبيرًا لدرجة أنه على سبيل المثال كان ألفريد مارشال مؤسس كلية كامبردج للاقتصاد يصفه بأنه (أمه وأبوه الروحيين).
وفي الفلسفة كرّس نفسه للأخلاق، وخاصة لفحص مبادئ بديهية للسلوك والأخلاقيات المنطقية، والتي درسها بعمق ودقة كبيرة كعمل رئيسي له في كتاب أساليب الأخلاق عام 1874.
تبنى سيدجويك موقفًا يمكن وصفه بأنه مذهب أخلاقي، والذي بموجبه يكون معيار الصلاح في أي عمل معين هو أنه ينتج أكبر قدر ممكن من المتعة الشخصية. ومع ذلك فإن مذهب المتعة لا يقتصر على الذات الشخصية فقط (الأنانية)، ولكنه يهتم بمراعاة متعة الآخرين، ومن ثم فإنه يتميز أكثر بالعالمية (نسخة معدلة من النفعية).
وكما يرى سيدجويك، فإن أحد القضايا الأساسية في الأخلاق هي ما إذا كانت المصلحة الذاتية والواجب يتطابقان دائمًا. يقول سيدجويك أنهما يتطابقان إلى حد كبير ولكن لا يمكن إثبات أنهما لا يتعارضان أبدًا، باستثناء عن طريق المطالبة بنظام عقاب ومكافئة إلهي، يعتقد سيدجويك أن ذلك لا يلائم عمل أخلاقي فلسفي. النتيجة هي أن هناك (ازدواجية في المنطق العملي).

## المؤلفات

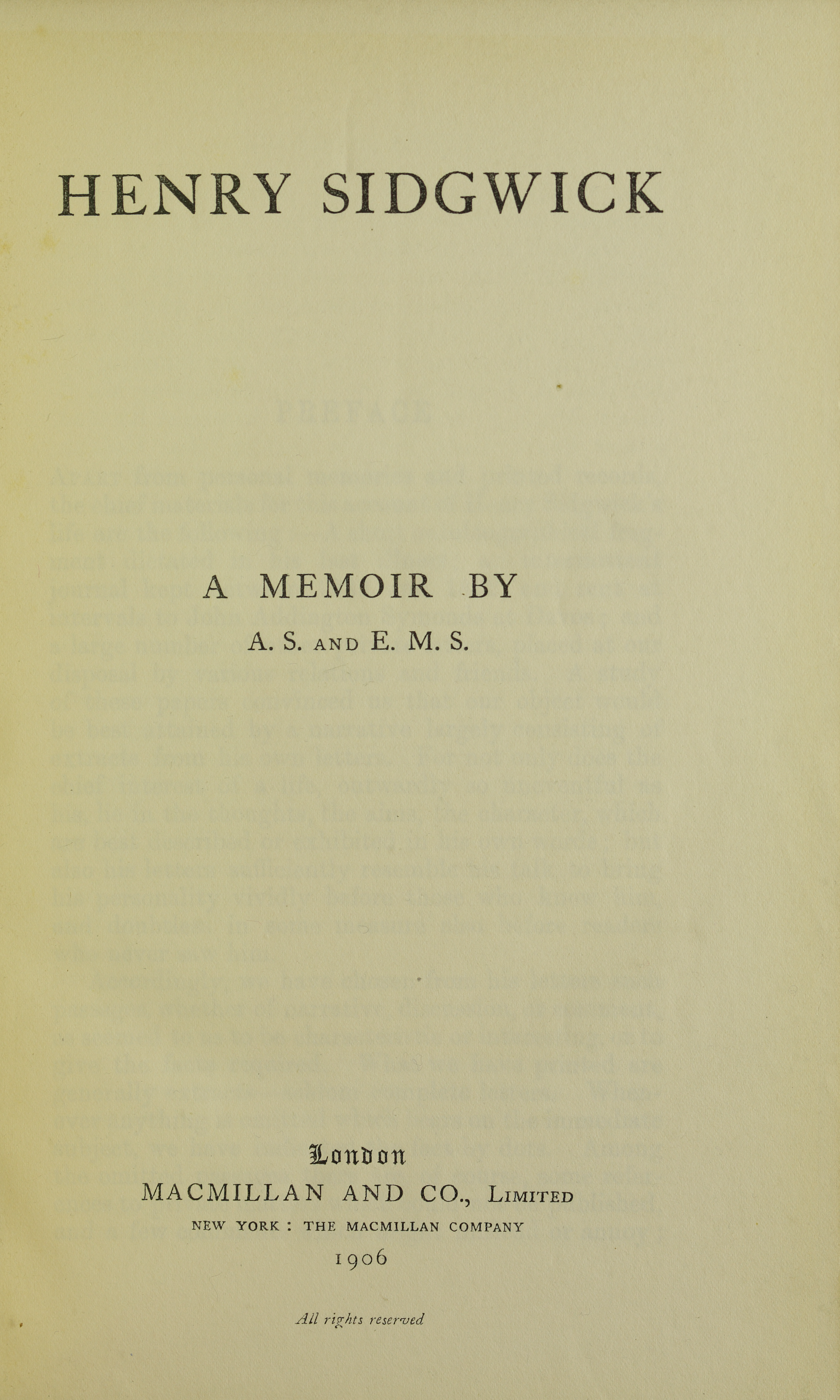
آرثر وإليانور ميلدريد سيدجويك، هنري سيدجويك ، عام 1906

- أخلاقيات الانسجام والاشتراك، عام 1870.
- طرق الأخلاق. في لندن عام 1874، الطبعة السابعة عام 1907.
- نظرية التطور في تطبيقها العملي، نشرت في مجلة العقل المجلد الأول العدد الأول في كانون الثاني عام 1876.
- مبادئ الاقتصاد السياسي. لندن عام 1883، الطبعة الثالثة عام 1901.
- نطاق وطريقة العلوم الاقتصادية. عام 1885.
- العناوين الأساسية لتاريخ الأخلاق للقراء الإنجليز، عام 1886، الطبعة الخامسة عام 1902 (تم توسيع الكتاب من خلال مقالته أخلاقيات التي نُشرت في موسوعة بريتانيكا).
- عناصر السياسة. في لندن عام 1891، الطبعة الرابعة عام 1919.
- فلسفة الحس المشترك، نشرت في مجلة العقل السلسلة الجديدة، المجلد الرابع، العدد 14، عام 1895.
- الاقتصاد والعلوم الاقتصادية، قاموس بالجرافيا للاقتصاد السياسي، عام 1896.
- الأخلاق العملية. في لندن عام 1898، الطبعة الثانية عام 1909.
- الفلسفة: نطاقها وعلاقاتها. لندن عام 1902.
- محاضرات حول أخلاقيات جرين والسيد هيربيرت سبينسر ومارتينو، عام 1902.
- تطور الحكم الأوروبي. عام 1903، الطبعة الثالثة عام 1920.
- مقالات متنوعة وعناوين. عام 1904.
- محاضرات عن فلسفة كانت (Kant) ومحاضرات ومقالات فلسفية الأخرى. عام 1905.

## روابط خارجية
- هنري سيدجويك على موقع الموسوعة البريطانية (الإنجليزية)
- هنري سيدجويك على موقع إن إن دي بي (الإنجليزية)